# ددوود
ددوود (انگلیسی: Deadwood) سریال تلویزیونی وسترن درام آمریکایی محصول شبکه اچ‌بی‌او است.
این سریال برنده چند جایزه امی، گلدن گلوب و انجمن کارگردانان آمریکا شد.

## داستان
داستان در شهری کوچک به نام «ددوود» در جنوب ایالت داکوتای فعلی در اواخر سال ۱۸۰۰ میلادی روایت می‌شود. از سراسر آمریکا برای یافتن طلا مهاجران بساری کوچ می‌کنند که با یافتن طلا یک شبه ره صد ساله را بپیمایند. این شهر که در ابتدای تأسیس خود بدون هیچ قانونی اداره می‌شود و همه‌کاره آن شخصی است به نام «سورنجن» که صاحب هتل‌رستوران و فاحشه‌خانه‌ای در «ددوود» می‌باشد که قانون را از طریق خود اجرا می‌کند...

## فصل‌ها
| فصل | فصل | قسمت | نوشته اصلی پخش | نوشته اصلی پخش |
| فصل | فصل | قسمت | اولین پخش      | آخرین پخش      |
| --- | --- | ---- | -------------- | -------------- |
|     | ۱   | ۱۲   | ۲۱ مارس ۲۰۰۴   | ۱۳ ژوئن ۲۰۰۴   |
|     | ۲   | ۱۲   | ۶ مارس ۲۰۰۵    | ۲۲ مه ۲۰۰۵     |
|     | ۳   | ۱۲   | ۱۱ ژوئن ۲۰۰۶   | ۲۷ اوت ۲۰۰۶    |